# ويلبر جي. آدم
ويلبر جي. آدم (بالإنجليزية: Wilbur G. Adam)‏ هو رسام أمريكي، ولد في 23 يوليو 1898 في سينسيناتي في الولايات المتحدة، وتوفي في 23 مارس 1973 في لوفلاند في الولايات المتحدة.